# Fontaines-les-Sèches
Fontaines-les-Sèches è un comune francese di 42 abitanti situato nel dipartimento della Côte-d'Or nella regione della Borgogna-Franca Contea.

## Società

### Evoluzione demografica
Abitanti censiti